# Sibilla di Medania
Sibilla di Medania, nota anche come Sibilla di Acerra o Sibilla d'Aquino (circa 1153 – Lecce, 1205), fu regina consorte di Sicilia dal 1189 al 1194 in quanto moglie di re Tancredi, nonché reggente del regno di Sicilia dal febbraio al dicembre del 1194, in nome del figlio Guglielmo.

## Biografia

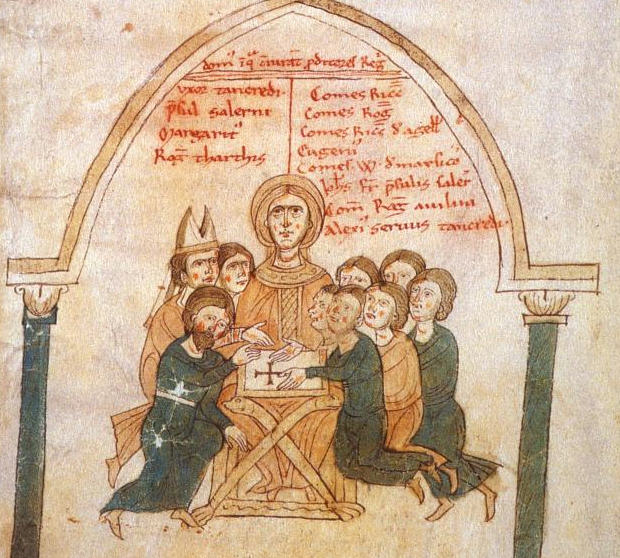
Sibilla e i presunti cospiratori contro Enrico VI

Figlia di Rinaldo d'Aquino, signore di Roccasecca e di Cecilia di Medania.
Sorella di Riccardo, che ottenne nel 1170 la contea di Acerra, pochi anni dopo Sibilla si unì in matrimonio con Tancredi di Lecce, figlio naturale di Ruggero d'Altavilla, duca di Puglia, e che nel 1190 divenne re di Sicilia. Dall'unione nacquero:
- Ruggero, nato nel 1175 e morto il 24 dicembre 1193 pochi mesi dopo aver sposato Irene Angelo (1180-1208)
- Albiria (= Elvira) (in alcuni testi letterari: Maria Albina)  (m. dopo il 1216), contessa di Lecce, sposata a Gualtieri III di Brienne, a Jacopo di Tricarico e al conte Tegrimo Guidi
- Costanza, sposata nel 1213 a Pietro Ziani, Doge di Venezia
- "Medania" (?Cecilia)
- ? Valdrade sposata a Jacopo Tiepolo, Doge di Venezia
- Guglielmo (1185-1198), Re di Sicilia (24 febbraio-24 dicembre 1194)

Dei figli ed eredi di Tancredi e Sibilla, il primo, Ruggero, non arrivò ad essere incoronato re, poiché morì prima ancora del padre; il secondo, Guglielmo, salì al trono alla morte del padre a nove anni, nel febbraio del 1194, e la madre Sibilla assunse la reggenza del regno di Sicilia.
Nello stesso anno l'imperatore Enrico VI di Germania (1165-1197), marito di Costanza d'Altavilla, avviò la conquista del regno, che nel 1189, alla morte di Guglielmo il Buono questi aveva destinato a sua moglie.

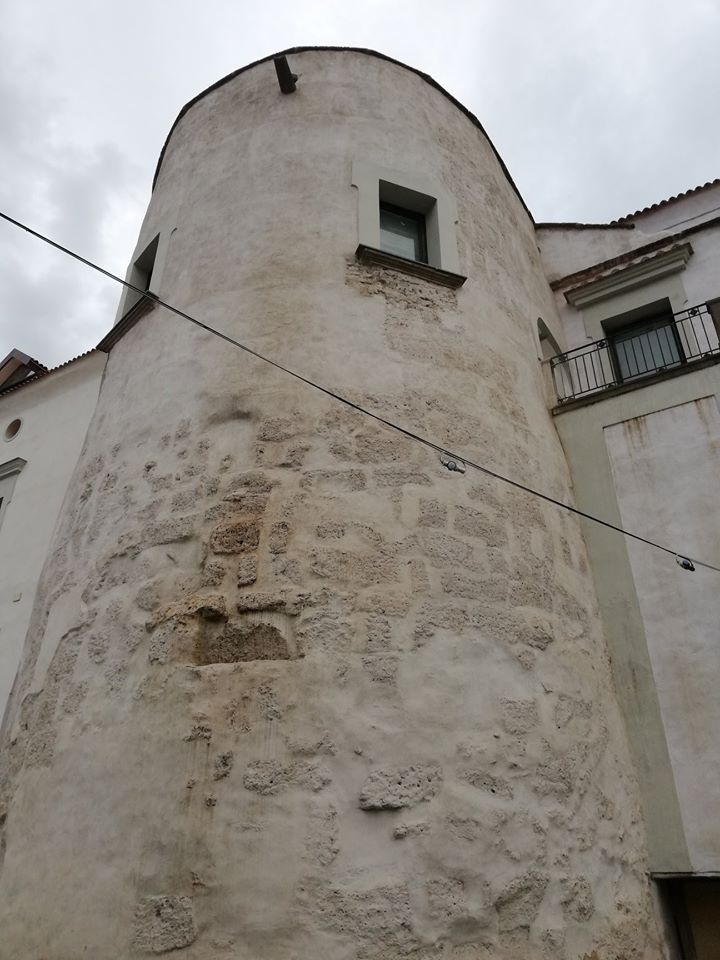
Il castello di Acerra

Tancredi entrò in lotta con sua zia imperatrice Costanza e suo marito l'imperatore Enrico VI, che aveva rivendicato il Regno di Sicilia contro l'ascesa al potere di Tancredi, voluto dai nobili siciliani.
Nel 1191 Enrico tentò di invadere la Sicilia ma fallì e si ritirò, mentre Costanza d'Altavilla fu lasciata indietro e catturata. Tancredi trovò inizialmente Costanza a Palermo sotto la supervisione della regina Sibilla, con Costanza che pranzava con Sibilla e dormiva nella sua camera da letto. Sibilla si oppose fermamente a che Tancredi onorasse Costanza, credendo che ciò implicitamente avrebbe riconosciuto la rivendicazione di quest'ultima. Trovando che la popolazione locale nutriva simpatia per Constanza con cui essa una volta aveva litigato, suggerì a Tancredi che la mettesse a morte, ma Tancredi, preoccupandosi che ciò avrebbe danneggiato la sua popolarità e ritenendo che Costanza, viva, in mano sua, costituisse un'opportunità per costringere Enrico a un armistizio, non era d'accordo. 
Quindi, essa per suggerimento di Tancredi, discusse con il cancelliere Matteo d'Ajello sul luogo di imprigionamento di Costanza, e in sua presenza Matteo scrisse una lettera allo scopo di persuadere Tancredi a imprigionare Costanza nel Castel dell'Ovo a Napoli, un castello in un'isola circondata dall'acqua. Tuttavia, ben presto sotto la pressione del papa Celestino III, Tancredi dovette mandare Costanza a Roma per scambiare il suo riconoscimento con il Papa, e lungo la strada Costanza fu liberata dai soldati tedeschi, nell'estate del 1192.
Morto Tancredi nel febbraio 1194, Sibilla assunse la reggenza in nome del figlio minore.
Nel luglio del 1194 Enrico di Svevia varcò ancora i confini, ottenendo ovunque successi ed acclamazioni. La campagna fu fortunata e molte città si sottomisero senza combattere; perfino Napoli si arrese subito al vincitore, che proseguiva minaccioso verso la Sicilia. Espugnò le città che si opponevano alla sua autorità e in ottobre sbarcò con il suo esercito sull'isola: Messina si arrese subito senza combattere, nel timore di rappresaglie.
Palermo fu conquistata agli inizi di dicembre e Sibilla fu costretta a fare atto di sottomissione in segno di resa al vincitore. Il 25 dicembre Enrico VI fu incoronato re di Sicilia, incamerando il regno normanno nei domini dell'impero. In cambio del trono, a Guglielmo e alla madre Sibilla venne offerta la contea di Lecce e Taranto ma pochi giorni dopo, il 28 dicembre 1194, Enrico accusò Sibilla di complotto e fece arrestare lei, i figli e tutta la nobiltà a lei fedele, fra cui Niccolò d'Aiello, arcivescovo di Salerno, e  Margarito da Brindisi, mentre designò Irene Angelo, vedova di Ruggero, come moglie del fratello Filippo di Svevia.
Sibilla e le sue figlie furono incarcerate in un monastero a Hohenbourg in Alsazia e liberate solo l'anno dopo la morte di Enrico VI, avvenuta a Messina nel 1197, e ripararono in Francia. Tornata a Roma sotto le protezione del papa, nella seconda metà del 1201, Sibilla, grazie al marito della figlia Altiria, il conte Gualtieri di Brienne, recuperò il possesso della contea di Lecce che conservò fino alla morte, avvenuta tra il 1204 e il 1205.